# Egg Firm
Egg Firm Inc. (エッグファーム Eggu Fāmu?) es una empresa japonesa cuyo negocio se centra en la producción, planificación y gestión de anime. Es miembro asociado de la Asociación de Animación de Japón.

## Historia
La compañía fue fundada el 10 de marzo de 2015 por el exproductor de Genco Nobuhiro Osawa con el objetivo de ser una compañía de producción y planificación de anime.
El 1 de abril de 2016, estableció una asociación con Straight Edge, una empresa fundada por el ex editor en jefe de Dengeki Bunko de Kadokawa Kazuma Miki. Osawa y Miki asumieron mutuamente los roles de directores externos en las respectivas compañías.
En julio del mismo año, la empresa comenzó oficialmente sus operaciones con la producción del anime para televisión Saiki Kusuo no Psi-nan en colaboración con J.C.Staff. En ese momento, como socios de producción y accionistas de la empresa, participaron el novelista Reki Kawahara, el guionista de anime Ichirō Ōkouchi y el director de anime Akiyuki Shinbo.
En julio de 2016, la compañía anunció que estaba colaborando con el autor de novelas ligeras Reki Kawahara, el guionista de anime Ichiro Okouchi y el director de anime Akiyuki Shinbo para expandir el negocio de la compañía para la planificación, producción y animación de proyectos de anime. También unió fuerzas con Straight Edge de Kazuma Miki, el ex editor en jefe de Dengeki Bunko de Kadokawa. Debido a la colaboración, Kawahara, Okouchi y Shinbo se convirtieron en accionistas de Egg Firm.
En 2018, para la producción del anime Mushoku Tensei: Isekai Ittara Honki Dasu, fundaron Studio Bind, un nuevo estudio de producción creado conjuntamente con la compañía de animación White Fox.

## Trabajos

### Series de televisión[7]
- Dungeon ni Deai o Motomeru no wa Machigatteiru Darō ka (2015–2023) – Cooperación en la producción
- Gate: Jieitai Kano Chi nite, Kaku Tatakaeri (2015) – Cooperación en la producción
- Shimoneta (2015) – Cooperación en la producción
- Prison School (2015) – Cooperación en la producción
- Saiki Kusuo no Psi-nan (2016–2019) – Producción
- Schoolgirl Strikers: Animation Channel (2017) – Producción
- Kyōkai no Rinne (2017) – Cooperación en la producción
- Dungeon ni Deai o Motomeru no wa Machigatteiru Darō ka Gaiden: Sword Oratoria (2017) – Cooperación en la producción
- Knight's & Magic (2017) – Cooperación en la producción
- UQ Holder! (2017) – Producción
- Kino no Tabi -the Beautiful World- (2017) – Producción
- Konohana Kitan (2017) – Cooperación en la producción
- Last Period (2018) – Producción
- Sword Art Online Alternative: Gun Gale Online (2018–2024) – Producción
- Sword Art Online: Alicization (2018–2020) – Producción
- Endro! (2019) – Producción
- No Guns Life (2019–2020) – Producción
- Kandagawa Jet Girls (2019) – Producción
- Obake Zukan (2020–2023) – Producción
- Mushoku Tensei: Isekai Ittara Honki Dasu (2021–2024) – Producción
- Gyakuten Sekai no Denchi Shōjo (2021) – Producción
- Shokei Shōjo no Virgin Road (2022) – Producción
- Futoku no Guild (2022) – Producción
- Oniichan wa Oshimai! (2023) – Producción
- Yamada-kun to Lv999 no Koi wo Suru (2023) – Producción
- World Dai Star (2023) – Producción
- Class no Daikirai na Joshi to Kekkon Suru Koto ni Natta. (2025) – Producción
- Ruri no Hōseki (2025) – Producción
- Busamen Gachi Fighter (2025) – Producción

### Películas
- Accel World: Infinite Burst (2016) – Cooperación en la producción
- Sword Art Online The Movie: Ordinal Scale (2017) – Cooperación en la producción
- Dungeon ni Deai o Motomeru no wa Machigatteiru Darō ka: Orion no Ya (2019) – Producción